# Jayathma Wickramanayake

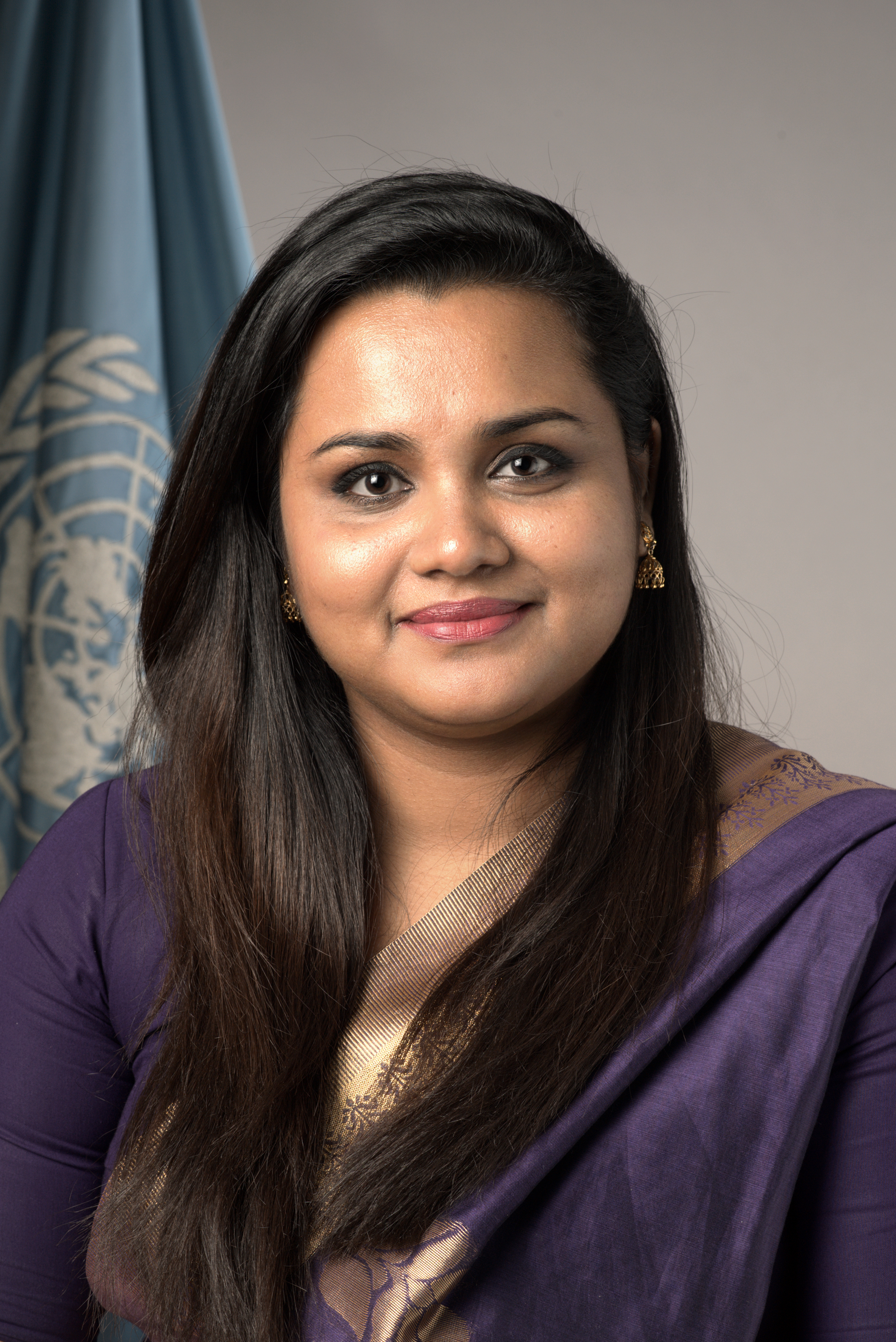
Jayathma Wickramanayake (2018)

Jayathma Wickramanayake (geb. 22. November 1990 in Bentota, Galle-Distrikt in Sri Lanka) ist eine sri-lankische Aktivistin und seit 2017 UN-Sondergesandte für Jugend.

## Herkunft und Ausbildung
Jayathma Wickramanayake wuchs in der Küstenstadt Bentota im Westen der Südprovinz Sri Lankas auf. Sie besuchte von 2001 bis 2009 die Visakha-Vidyalaya-Schule und absolvierte anschließend ein Bachelorstudium an der University of Colombo. Während ihres Studiums belegte Wickramanayake einen zweiten Platz bei einem erstmals durchgeführten Wettbewerb, den das sri-lankische Jugendministerium durchführte, um herausragende junge Führungspersönlichkeiten zu finden. Gegenwärtig setzt sie ihr Studium an der Universität Colombo mit dem Ziel Master of Development Studies fort.(Stand 2022)

## Karriere
2012 wurde Jayathma Wickramanayake gemeinsam mit Aruthra Rajasingham als erste Jugenddelegierte ihres Landes für die Vereinten Nationen ausgewählt und nahm ein Jahr lang an der 67. Sitzungsperiode der UN-Vollversammlung teil. Nach ihrer Amtsperiode als Jugenddelegierte der UN wurde sie 2013 zum Mitglied und zur Jugendverhandlungsführerin der Internationalen Jugend-Taskforce für die Weltjugendkonferenz ernannt, die 2014 in Sri Lanka stattfand. In dieser Eigenschaft beriet sie über Konferenzprogramme, Agenda, Abläufe und Erklärungen.

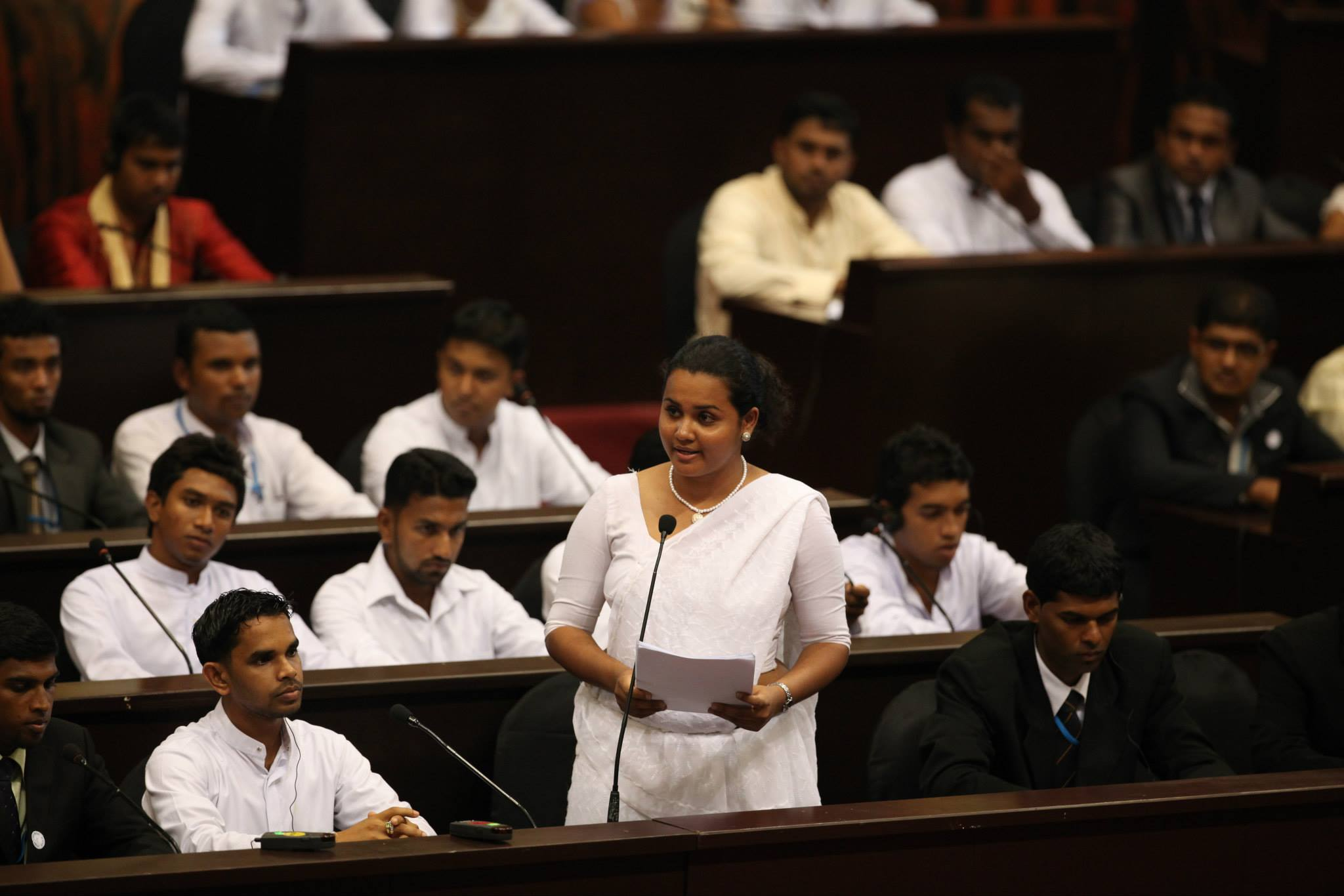
Wickramanayake spricht zum sri-lankischen Jugendparlament zur Begrüßung der UN-Hochkommissarin für Menschenrechte Navanethem Pillay.

Auf den Ergebnissen dieser Konferenz aufbauend spielte Wickramanayake in den folgenden Jahren eine Schlüsselrolle dabei, auf internationaler Ebene Jugendbelange in den Prozess der Fortentwicklung der Millenniums-Entwicklungsziele zu den Zielen für nachhaltige Entwicklung einzubringen. In diesem Zusammenhang wurde von der UN-Vollversammlung auch auf Vorschlag Sri Lankas der 15. Juli als World Youth Skills Day festgelegt, der 2017 erstmals in New York gefeiert wurde.
Von 2013 bis 2015 war Wickramanayake Senatorin im sri-lankischen Jugendparlament und Projektleiterin der One-Text Initiative (OTI), die den Aufbau eines gesellschaftlichen Konsenses und Aussöhnung nach dem Bürgerkrieg (1983–2009) zum Ziel hatte. 2016 arbeitete sie auch im Sekretariat des Generalsekretärs des sri-lankischen Parlaments und bis Juli 2017 als Beamtin für die Regierung.

### Hashtag-Generation
Zusammen mit drei anderen früheren UN-Jugenddelegierten aus Sri Lanka gründete Wickramanayake die Graswurzel-Jugendorganisation Hashtag Generation, Motto: Anderer Meinung zu sein ist patriotisch! Eine der Initiativen von Hashtag Generation ist We Govern Sri Lanka, bei der Informations- und Kommunikationstechnik eingesetzt wird, um v. a. junge Frauen in der Politik starkzumachen.

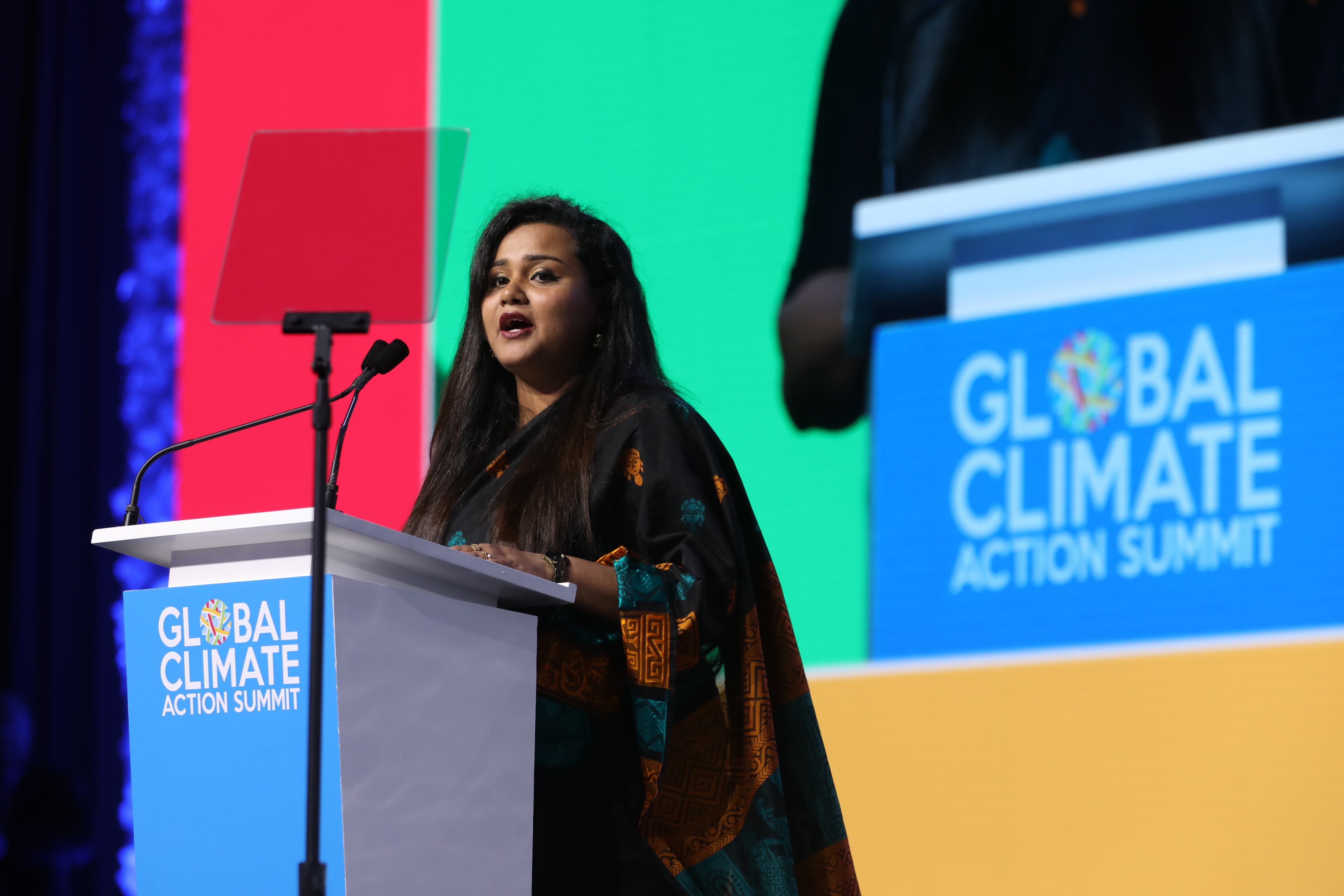
Jayathma Wickramanayake spricht auf dem Global Climate Action Summit 2018

### UN-Sondergesandte für Jugend

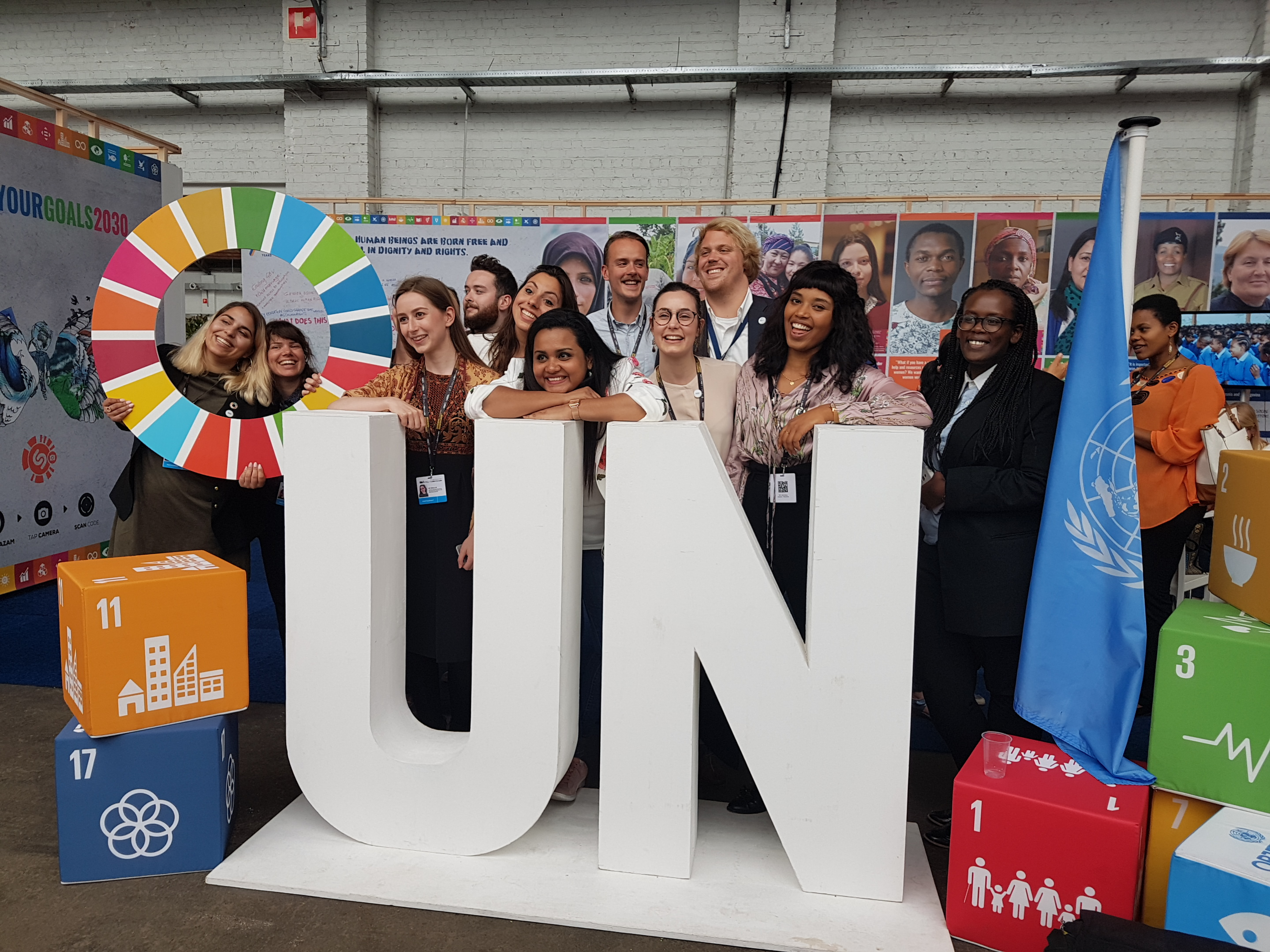
J. Wickramanayake als UN-Sondergesandte bei einem Entwicklungshilfe-Forum 2018

Im Juni 2017 wurde Jayathma Wickramanayake von UN-Generalsekretär António Guterres zur UN-Sondergesandten für Jugend ernannt. Am 17. Juli 2017 trat sie die Nachfolge von Ahmad Alhendawi aus Jordanien an, der seit 2013 der erste Jugend-Sondergesandte gewesen war.
Sie sieht ihre Hauptaufgabe darin, das Engagement, die Teilhabe und die Interessenvertretung der Jugend bezüglich der vier Hauptsäulen der Arbeit der Vereinten Nationen auszuweiten: Entwicklung, Menschenrechte, Frieden und Sicherheit und humanitäre Hilfe. Als Ziel beschreibt sie, sicherzustellen, dass junge Leute bei all diesen Prozessen innerhalb der UN eine Stimme haben und dass gleichzeitig die UN auf die jungen Leuten zugeht. Sie betonte die Notwendigkeit, Beschäftigung mit jungen Menschen nicht als unangenehme Verpflichtung, sondern als Chance zu sehen, und zu schauen, wie wir sie proaktiv in alle Diskussionen einbinden, auf allen Ebenen.

## Ehrungen
- 2019 Aufnahme in die Next 100 world leaders list des Time Magazine[12]